# Церковь Святых Апостолов Петра и Павла (Сремски-Карловци)
Церковь Святых Петра и Павла (серб. Српска православна црква Светих апостола Петра и Павла) — православная церковь в сербском городе Сремски-Карловци. Существующая церковь (называемая также Нижней) построена в 1718-1719 гг. Адрес: улица Митрополита Стратимировича, 15Ц.
Впервые храм на этом месте упомянут в 1599 году. В конце XVIII века перед алтарём церкви был канонизирован (под именем Петра Цетинского) правитель и митрополит Пётр I Петрович Негош.  Нижняя церковь построена в 1712 году, она буквально в двух шагах от дома, где впоследствии поселился командующий белой армией Пётр Николаевич Врангель.
Церковь выстроена из природного (белого) камня; она небольшого размера, с чёрными часами на башне, традиционным для габсбургского барокко шпилем и белыми фасадами.
На прицерковной территории растёт огромных размеров платан, который прихожане считают одним из старейших деревьев Европы. Платан охраняется как государственное достояние.

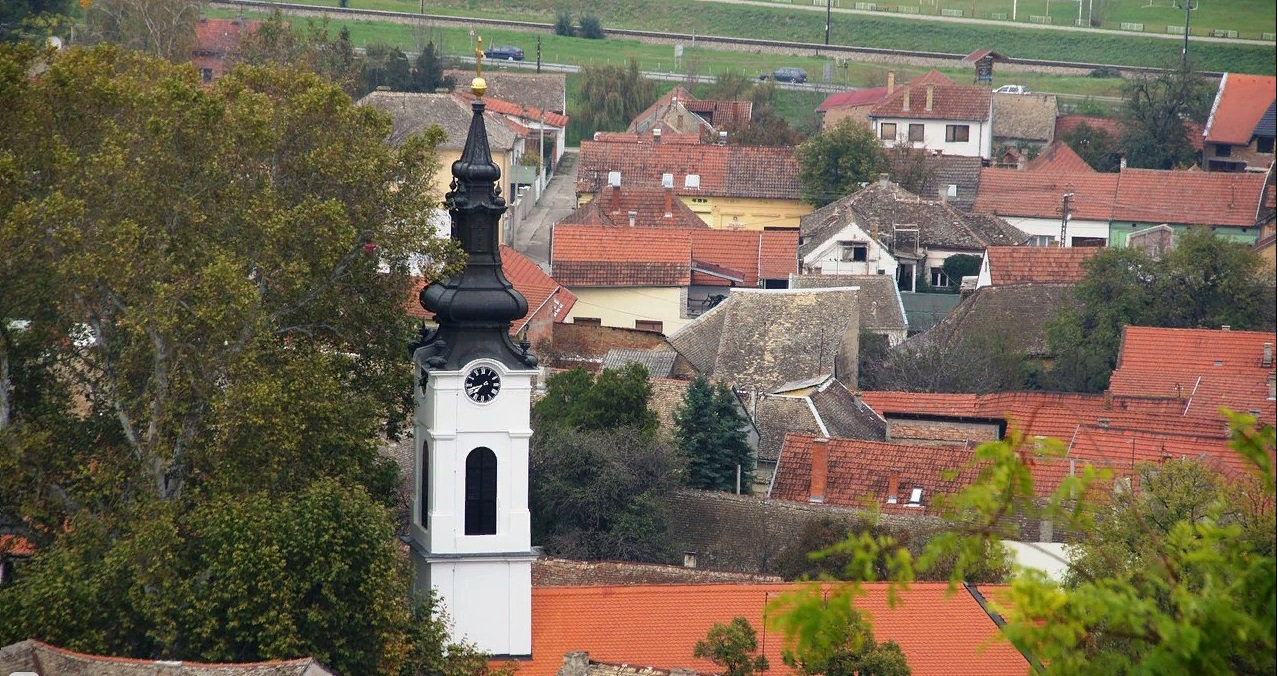
«Нижняя» Церковь Святых Петра и Павла
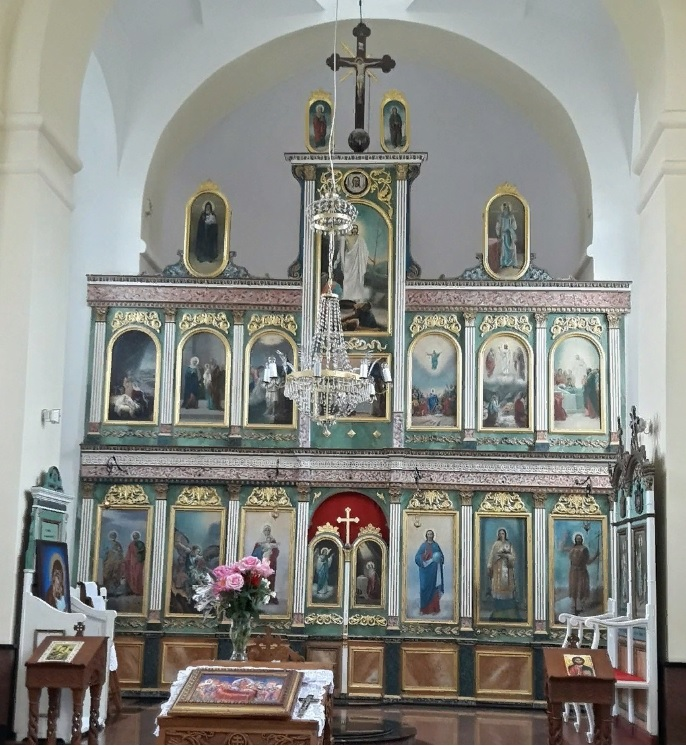
Внутренний вид Церкви
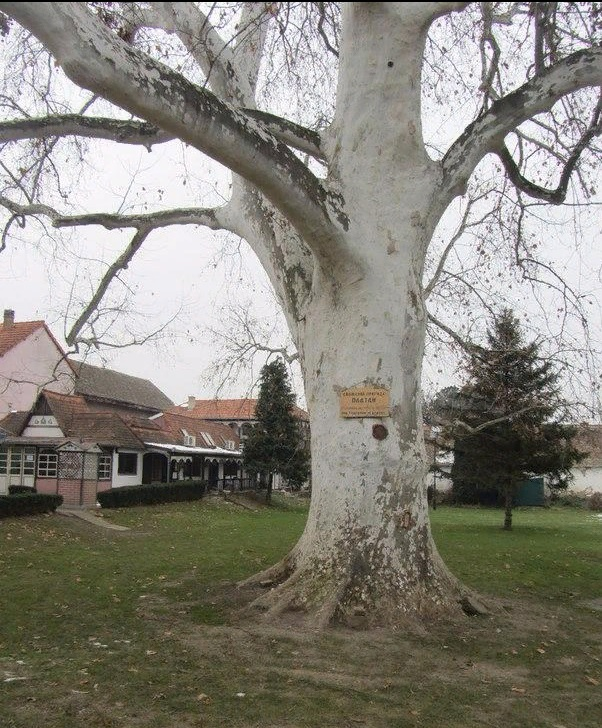
Платан (дерево) на территории Церкви
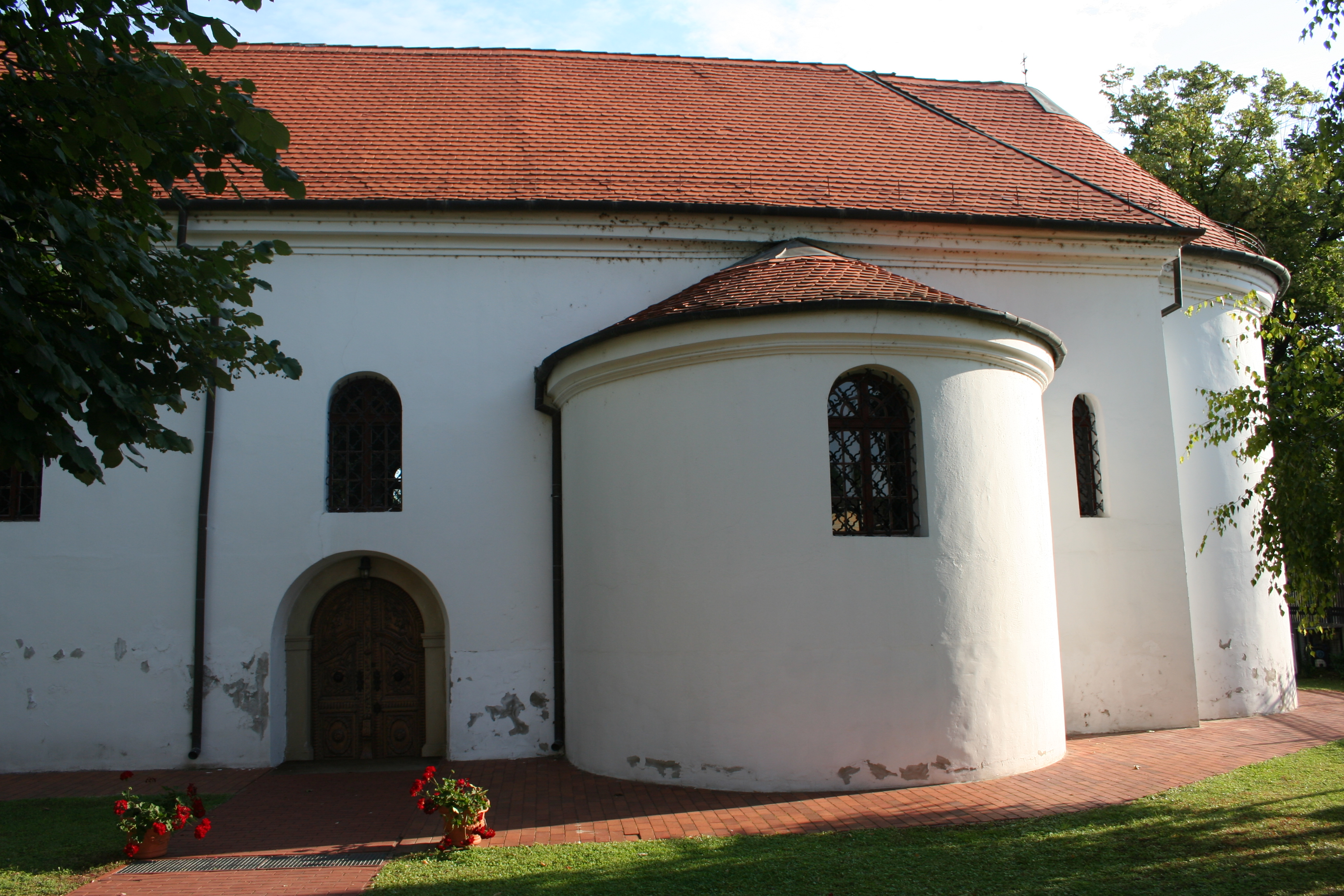
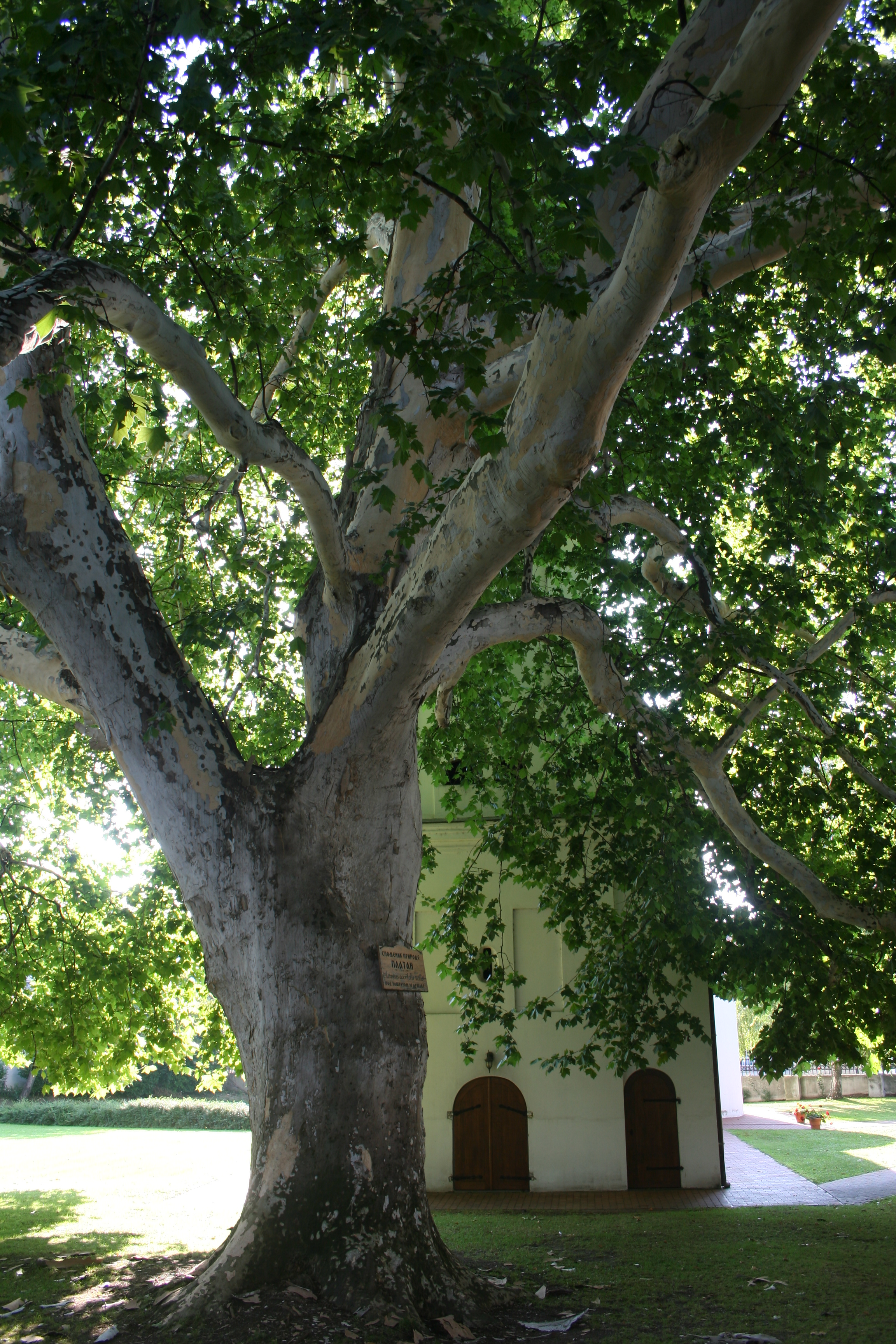
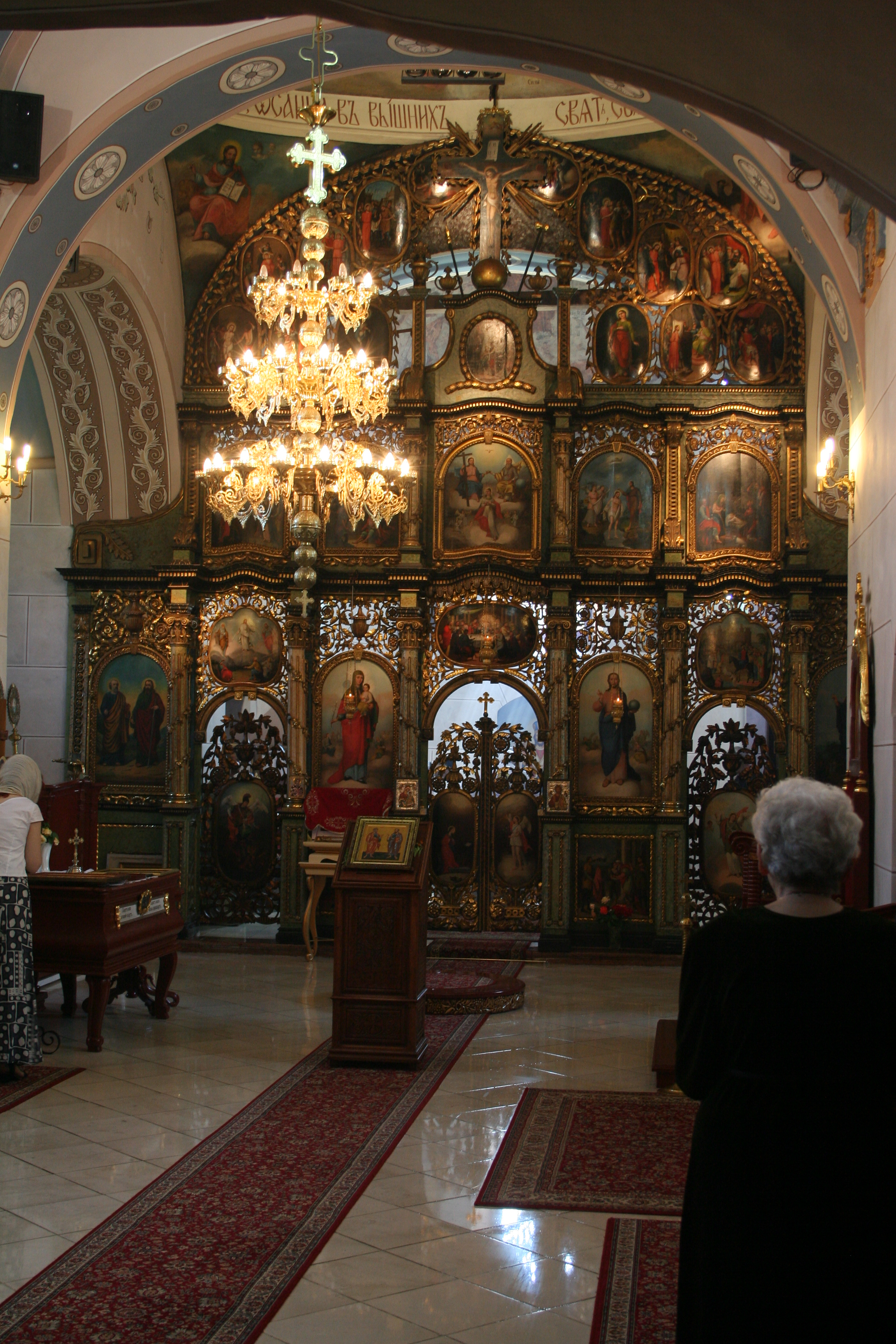